# E581号線
E581号線 (E581ごうせん、英: European route E581) はルーマニアのTișițaからモルドバを経由し、ウクライナのオデッサを結ぶ、欧州自動車道路のBクラス幹線道路。

## 経路
- ルーマニア
  - E85 - MărășeștiのTișița
  - テクチ
  - Bârlad
  - Huși
  - アルビツァ
- モルドバ
  - レウシェニ
  - キシナウ
- ウクライナ
  - E95 - オデッサ